# Железный, Спартак Авксентьевич
Спартак Авксентьевич Железный (1912—1941) — военный комиссар разведывательной роты 465-го отдельного разведывательного батальона 383-й стрелковой дивизии 18-й армии Южного фронта, Герой Советского Союза.

## Биография
Родился в 1912 году в селе Коломакский Шлях ныне Краснокутского района Харьковской области.
В Красной армии и на фронте Великой Отечественной войны с 1941 года.
21 ноября 1941 года во главе группы разведчиков занял важную высоту, уничтожив десятки вражеских солдат.
В декабре 1941 года 383-я стрелковая дивизия готовилась к наступлению. Группе разведчиков, которой руководил Железный, было приказано в ночь на 10 декабря 1941 года уточнить систему огня противника в районе села Княгиневка Ворошиловградской области (ныне посёлок городского типа Луганской области).
При приближении к позициям противника разведчики попали под сильный обстрел. В результате неравного боя, к рассвету в живых осталось только трое — Железный и ещё два бойца, которые продолжали сражаться до конца. Предложения сдаться они отвергли.
Похоронен в братской могиле (в настоящее время — в городе Вахрушево).
Указом Президиума Верховного Совета СССР «О присвоении звания Героя Советского Союза начальствующему и рядовому составу Красной армии» от 31 марта 1943 года за  «образцовое выполнение боевых заданий командования на фронте борьбы с немецкими захватчиками  проявленные при этом отвагу и геройство» удостоен посмертно звания Героя Советского Союза.

## Награды

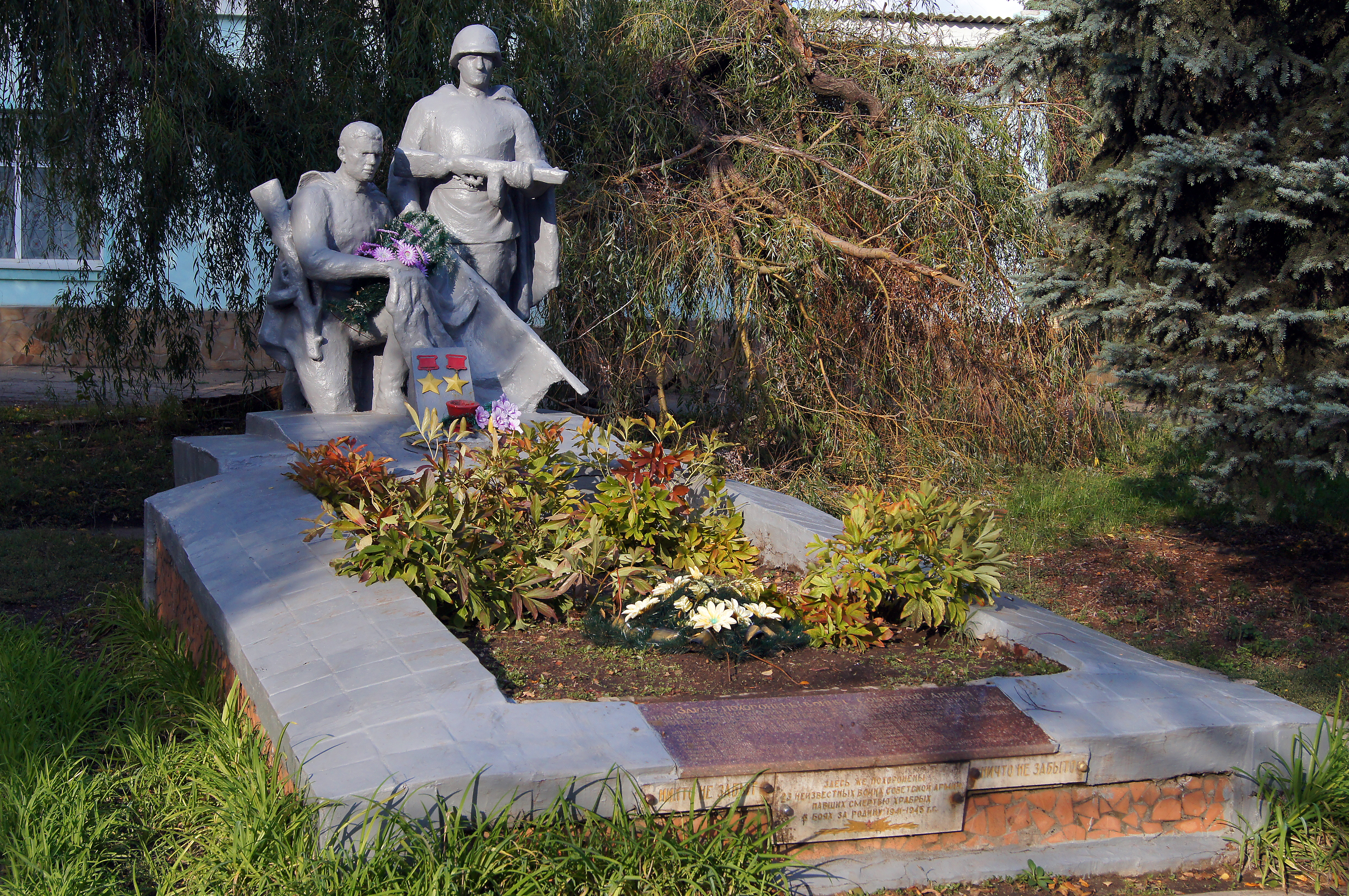
братская могила в Вахрушево, в которой похоронен С. А. Железный

- Медаль «Золотая Звезда»;
- орден Ленина.